# Sillaginopsis panijus
Sillaginopsis panijus is een straalvinnige vis uit de familie van de witte baarzen (Sillaginidae) en behoort derhalve tot de orde van baarsachtigen (Perciformes). Het is de enige soort uit het geslacht Sillaginopsis. De vis kan een lengte bereiken van 44 cm.

## Synoniemen
- Sillago domina Cuvier, 1829

## Leefomgeving
De soort komt zowel in zoet, brak als zout water voor. De vis prefereert een tropisch klimaat en leeft hoofdzakelijk in de Indische Oceaan.

## Relatie tot de mens
Sillaginopsis panijus is voor de visserij van aanzienlijk commercieel belang. In de hengelsport wordt er weinig op de vis gejaagd. 